# George Harris (judoka)
George Lee Harris (ur. 15 stycznia 1933 w Kittrell, zm. 7 stycznia 2011 w Brick Township) – amerykański judoka. Olimpijczyk z Tokio 1964, gdzie zajął szóste miejsce w wadze ciężkiej.
Siódmy na mistrzostwach świata w 1958; uczestnik zawodów w 1961. Triumfator igrzysk panamerykańskich w 1963 i mistrzostw panamerykańskich w 1958. Pierwszy na wojskowych MŚ w 1971 i drugi w 1976 roku.

## Letnie Igrzyska Olimpijskie 1964
| Konkurencja | Rundy eliminacyjne      | Rundy eliminacyjne          | Klas. końcowa |
| Konkurencja | Przeciwnik I            | Przeciwnik II               | Miejsce       |
| ----------- | ----------------------- | --------------------------- | ------------- |
| +80 kg      | Anthony Sweeney (GBR) Z | Parnaoz Czikwiladze (URS) P | 6.            |